# Marathon van Rome 2001
De marathon van Rome 2001 werd gelopen op zondag 25 maart 2001. Het was de zevende editie van deze marathon. In totaal finishten 4586 lopers waarvan 3847 mannen en 739 vrouwen.
De Keniaan Henry Kipkosgei zegevierde bij de mannen in 2:11.33. Hij bleef de Italiaan Ottaviano Andriani slechts zes seconden voor. De Italiaanse Maria Guida won bij de vrouwen in 2:30.42. Beide kregen $ 12.000 prijzengeld voor hun eerste plaats.

## Uitslagen
Mannen
| rang   | naam               | land | tijd    |
| ------ | ------------------ | ---- | ------- |
| Goud   | Henry Kipkosgei    | KEN  | 2:11.33 |
| Zilver | Ottaviano Andriani | ITA  | 2:11.39 |
| Brons  | Alberico Di Cecco  | ITA  | 2:12.43 |
| 4      | Chala Kelile       | ETH  | 2:16.41 |
| 5      | Benjamin Matolo    | KEN  | 2:19.23 |
| 6      | Giorgio Calcaterra | ITA  | 2:19.26 |
| 7      | Silvio Trivelloni  | ITA  | 2:21.24 |
| 8      | William Koech      | KEN  | 2:21.40 |
| 9      | Michael Kite       | KEN  | 2:23.41 |
| 10     | Michael Mukoma     | KEN  | 2:25.06 |
| 12     | Marco D'innocenti  | ITA  | 2:27.51 |
| 19     | Joshua Rop         | KEN  | 2:31.38 |

Vrouwen
| rang   | naam             | land | tijd    |
| ------ | ---------------- | ---- | ------- |
| Goud   | Maria Guida      | ITA  | 2:30.42 |
| Zilver | Emebet Ambossa   | ETH  | 2:36.30 |
| Brons  | Angelina Kanana  | KEN  | 2:39.08 |
| 4      | Gadisse Edato    | ETH  | 2:42.08 |
| 5      | Tadelech Birra   | ETH  | 2:44.02 |
| 6      | Marcella Mancini | ITA  | 2:46.01 |

1982 ·
1983 ·
1984 ·
1985 ·
1986 ·
1987 ·
1988 ·
1989 ·
1990 ·
1991 ·
1995 ·
1996 ·
1997 ·
1998 ·
1999 ·
2000 ·
2001 ·
2002 ·
2003 ·
2004 ·
2005 ·
2006 ·
2007 ·
2008 ·
2009 ·
2010 ·
2011 ·
2012 ·
2013 ·
2014 ·
2015 ·
2016 ·
2017